# Gouvernement Castillo V
Pour les articles homonymes, voir Gouvernement Castillo.
Castillo IV Boluarte I
Le cinquième gouvernement Castillo est le gouvernement de la République du Pérou entre le 25 novembre et le 7 décembre 2022, dont le président est Pedro Castillo.

## Contexte
L'annonce du nouveau gouvernement est une tentative de résoudre une crise politique entre Pedro Castillo et le Congrès de la République. Le 24 novembre, le président Castillo prononce un discours à la Nation, dans lequel il annonce accepter la démission d'Aníbal Torres et annonce également la nomination d'un prochain nouveau gouvernement.
Le Président du Conseil démissionnaire souhaitait provoquer un vote de confiance au Congrès pour que ce dernier examine un projet de réforme constitutionnelle pour passer outre au Congrès afin de déclencher des référendums, notamment d'Assemblée constituante, un projet historique de Castillo, mais le vote de confiance est refusé par la présidence du Congrès, dominé par le centre-droit et la droite.
Dans ce même discours, Pedro Castillo évoque interpréter la décision du Congrès de ne pas laisser se dérouler le vote de confiance souhaité par le Président du Conseil comme un "refus exprès de confiance" et juge légitime ce changement de gouvernement.

## Historique

### Nomination
Le 25 novembre, soit le lendemain du discours de Pedro Castillo, ce dernier décide de nommer la ministre de la Culture, Betssy Chávez, au poste de présidente du Conseil des ministres.
Le même jour, le président de la République et la présidente du Conseil annoncent la formation et la composition du gouvernement, le cinquième de la présidence de Pedro Castillo en un an et trois mois de mandat.

### Modifications du gouvernement
Par rapport au quatrième gouvernement, sur les dix neufs ministres nommés, treize sont renommés dans leurs fonctions et six sont des nouveaux ministres, notamment Heidy Juárez, Silvana Robles et Cinthya Lindo Espinoza.
À la suite de l'annonce de la vice-présidente Dina Boluarte de ne pas poursuivre en tant que ministre, justifiant que « la polarisation actuelle nuit à tout le monde » et préférant consolider « l'unité la plus large de tous les Péruviens » en tant que vice-présidente, le ministre Roberto Sánchez est le plus ancien ministre du mandat de Pedro Castillo, depuis le premier gouvernement de Guido Bellido. Depuis novembre, il est décrit par les médias comme un proche du président et est également impliqué dans les scandales de corruption visant Pedro Castillo.
L'élément surprenant est la nomination de Heidy Juárez en tant que ministre de la Femme et des Populations vulnérables, elle est également membre du Congrès et ancienne membre d'APP, expulsée du groupe et parti pour avoir été l'auteure et révélée, selon le parti APP, l'affaire des enregistrements audio ayant fait censurée Lady Camones de la présidence du Congrès par la gauche et les groupes centristes. Après cette expulsion, elle devient membre du groupe parlementaire de Podemos Perú.
Néanmoins, lors de sa nomination au gouvernement, elle est toujours membre du groupe parlementaire de Podemos Perú, mais ce dernier et par l'intermédiaire du président du groupe José Luna Gálvez exprime son désaccord avec ce choix, déclarant ne pas soutenir ou ne pas être lié avec le gouvernement. Le lendemain de sa nomination, le 26 novembre, elle démissionne du groupe, devenant non-inscrite au Congrès.

### Coalition
Dans la représentation partisane au sein du gouvernement, le parti Pérou libre, principal force au Congrès soutenant le gouvernement, retrouve son nombre de quatre portefeuilles ministériels, un chiffre qui n'avait pas été atteint depuis février, puis depuis le remaniement de mai 2022 et la crise enclenchée entre Pérou libre et le président Pedro Castillo. Le parti Ensemble pour le Pérou conserve sa représentation au gouvernement par l'unique portefeuille de Roberto Sánchez, et le groupe parlementaire du Pérou démocratique également avec un seul portefeuille, celui de la présidente du Conseil Betssy Chávez, étant lié de manière parlementaire à ce groupe et de manière partisane à Pérou libre.
Le gouvernement compte également des ministres non significatifs dans leur représentation partisane dans la coalition, comme Daniel Barragán, membre d'Union pour le Pérou, un parti inactif et ne participant plus aux élections, mais également Wilbert Rozas, membre du parti de gauche Front large mais qui ne compte aucune représentation au Congrès, et également le parti de l'ancienne présidente du Conseil Mirtha Vásquez, et enfin Heidy Juárez, classable comme Divers droite en raison de ses implications auprès de son ancien parti Alliance pour le progrès et du groupe parlementaire Podemos Perú.

### Démission
Le 7 décembre 2022, la matinée avant l'examen par le Congrès de la République de la troisième motion de destitution envers le président, Pedro Castillo annonce la dissolution du Congrès de la République, la création d'un gouvernement d'urgence exceptionnel, l'appel à de nouvelles élections et la rédaction d'une nouvelle constitution,. Le président de la République avance qu'en essayant de le destituer, le Congrès travaillait à « dynamiter la démocratie et à ignorer le droit de choix » des Péruviens, en plus de vouloir « profiter et prendre le pouvoir que le peuple leur a donné par les urnes. »
Dans l'heure suivant la déclaration du président de la République, douze ministres du cinquième gouvernement puis la présidente du Conseil elle-même, Betssy Chávez, annoncent leur démission du gouvernement de Pedro Castillo. À 12 h 19, heure locale, le troisième vice-président du Congrès, Alejandro Muñante, annonce l'avancement de l'examen de la motion à 12 h 30 (au lieu de 15 heures).

## Composition
Par rapport au gouvernement Castillo IV, les nouveaux ministres sont indiqués en gras et ceux ayant changé d'attribution en italique.
| Image                 | Fonction                                                        | Nom | Nom                                   | Parti  |
| --------------------- | --------------------------------------------------------------- | --- | ------------------------------------- | ------ |
|                       | Président de la République                                      |     | Pedro Castillo                        | Indép. |
| Conseil des ministres |                                                                 |     |                                       |        |
|                       | Présidente du Conseil des ministres                             |     | Betssy Chávez                         | PL-PD  |
|                       | Ministre des Affaires étrangères                                |     | César Landa                           | Indép. |
|                       | Ministre de la Défense                                          |     | Daniel Barragán (jusqu'au 08/12/2022) | UPP    |
|                       | Ministre de la Défense                                          |     | Emilio Bobbio Rosas                   | Indép. |
|                       | Ministre de l'Économie et des Finances                          |     | Kurt Burneo                           | Indép. |
|                       | Ministre de l’Intérieur                                         |     | Willy Huerta                          | Indép. |
|                       | Ministre de la Justice et des Droits de l'homme                 |     | Félix Chero                           | Indép. |
|                       | Ministre de l’Éducation                                         |     | Rosendo Serna                         | DVG    |
|                       | Ministre de la Santé                                            |     | Kelly Portalatino                     | PL     |
|                       | Ministre du Développement agraire et de l'Irrigation            |     | Juan Altamirano Quispe                | Indép. |
|                       | Ministre du Travail et de la Promotion de l'emploi              |     | Alejandro Salas                       | Indép. |
|                       | Ministre de la Production                                       |     | Eduardo Mora Asnarán                  | Indép. |
|                       | Ministre du Commerce extérieur et du Tourisme                   |     | Roberto Sánchez                       | JP     |
|                       | Ministre de l'Énergie et des Mines                              |     | Oliverio Muñoz Cabrera                | Indép. |
|                       | Ministre des Transports et des Communications                   |     | Richard Tineo                         | Indép. |
|                       | Ministre du Logement, de la Construction et de l'Assainissement |     | César Paniagua                        | Indép. |
|                       | Ministre de la Femme et des Populations vulnérables             |     | Heidy Juárez                          | DVD    |
|                       | Ministre de l'Environnement                                     |     | Wilbert Rozas                         | FL     |
|                       | Ministre de la Culture                                          |     | Silvana Robles                        | PL     |
|                       | Ministre du Développement et de l'Inclusion sociale             |     | Cinthya Lindo Espinoza                | PL     |